# Segunda División B de España 2003-04
La temporada 2003–04 de la Segunda División B de España de fútbol corresponde a la 27ª edición del campeonato y se disputó entre el 31 de agosto de 2003 y el 16 de mayo de 2004 en su fase regular. Posteriormente se disputó la promoción de ascenso entre el 23 de mayo y el 27 de junio.

## Sistema de competición
Participan ochenta clubes de toda la geografía española, encuadrados en cuatro grupos de veinte equipos según proximidad geográfica. Se enfrentan en cada grupo todos contra todos en dos ocasiones -una en campo propio y otra en campo contrario- durante un total de 38 jornadas. El orden de los encuentros se decide por sorteo antes de empezar la competición. La Real Federación Española de Fútbol es la responsable de designar a los árbitros de cada encuentro.
El ganador de un partido obtiene tres puntos, el perdedor no suma puntos, y en caso de un empate hay un punto para cada equipo. Al término del campeonato, el equipo que acumula más puntos en cada grupo se proclama campeón de Segunda División B y juega la promoción de ascenso; junto con los segundos, terceros y cuartos clasificados de cada grupo para ascender a Segunda División. Esta promoción tiene formato de liguilla con cuatro grupos en los que se emparejan equipos de distintos grupos y que hayan quedado en posiciones distintas.
Los cuatro últimos equipos clasificados de cada grupo descienden a Tercera División. Los decimosextos clasificados juegan la promoción por la permanencia que se disputa por eliminación directa a doble partido y los emparejamientos se determinan por sorteo. Los dos equipos derrotados se enfrentan en otra eliminatoria a doble partido en la que el perdedor pierde la categoría.

## Equipos de la temporada 2003/04
| Datos de ascensos y descensos |
| --- |
| CD Badajoz, SD Compostela y Racing de Ferrol descienden de Segunda División A. También descendió el Real Oviedo pero jugó en Tercera División por sanción. Algeciras CF, Cádiz CF, CF Ciudad de Murcia y Málaga CF "B" ascienden a Segunda División A. Real Ávila CF, CD Binéfar, CD Díter Zafra, CF Gavà, SD Gernika, CE L'Hospitalet, UP Langreo, CD Lugo, Club Marino de Luanco, Moralo CP, Motril CF, SD Noja, Orihuela CF, CM Peralta, CF Reus Deportiu, Ribadesella CF y Torredonjimeno CF descienden a Tercera División. También desciende el CD Aurrerá de Vitoria por motivos económicos. CD Alfaro, UD Casetas, CF Fuenlabrada, Girona FC, Lorca Deportiva CF, UD Los Palacios, UD Marbella, CD Mirandés, CF Palencia, CF Rayo Majadahonda, CD Recreación, UD San Sebastián de los Reyes, Tomelloso CF, UD Vecindario, Villajoyosa CF, CF Villanovense y Yeclano CF ascienden a Segunda División B. También ascienden el Caudal Deportivo que ocupa la plaza del Real Oviedo, y la Real Sociedad de Fútbol "B" que ocupa la plaza del CD Aurrerá de Vitoria. |

### Grupo I
En este grupo se encuentran los equipos de: Parte de Galicia (4), Asturias (2), Cantabria (2), País Vasco (6), Navarra (2) y La Rioja (4).
| - RC Celta de Vigo "B" - CD Ourense - Pontevedra CF - Racing de Ferrol - Real Avilés Industrial - Caudal Deportivo - Gimnástica de Torrelavega - Racing de Santander "B" - Amurrio Club - Barakaldo CF |  | - Athletic Club "B" - Deportivo Alavés "B" - Real Sociedad de Fútbol "B" - Real Unión Club - Club Atlético Osasuna "B" - Peña Sport FC - CD Alfaro - CD Calahorra - CD Logroñés - CD Recreación |

### Grupo II
En este grupo se encuentran los equipos de: Parte de Galicia (1), Comunidad de Madrid (7), Castilla y León (6), Aragón (2) y Castilla-La Mancha (4).
| - SD Compostela - RSD Alcalá - AD Alcorcón - Club Atlético de Madrid "B" - CF Fuenlabrada - CF Rayo Majadahonda - Real Madrid CF "B" - UD San Sebastián de los Reyes - Burgos CF - Cultural Leonesa |  | - CD Mirandés - CF Palencia - SD Ponferradina - Zamora CF - UD Casetas - Real Zaragoza "B" - UB Conquense - Talavera CF - Tomelloso CF - CD Toledo |

### Grupo III
En este grupo se encuentran los equipos de: Cataluña (10), Comunidad Valenciana (6), Islas Baleares (1) y Región de Murcia (3).
| - FC Barcelona "B" - RCD Espanyol "B" - UE Figueres - Gimnàstic de Tarragona - Girona FC - UDA Gramenet - UE Lleida - CE Mataró - Palamós CF - CE Sabadell FC |  | - Alicante CF - CD Castellón - Hércules CF - Novelda CF - Valencia CF "B" - Villajoyosa CF - RCD Mallorca "B" - FC Cartagena - Lorca Deportiva CF - Yeclano CF |

### Grupo IV
En este grupo se encuentran los equipos de: Andalucía (7), Canarias (5), Extremadura (6) y las ciudades autónomas de Ceuta (1) y Melilla (1).
| - Real Betis "B" - Écija Balompié - Real Jaén CF - CD Linares - UD Los Palacios - UD Marbella - Sevilla FC "B" - CD Corralejo - UD Lanzarote - UD Pájara-Playas de Jandía |  | - Universidad LPGC CF - UD Vecindario - CD Badajoz - CP Cacereño - CF Extremadura - Jerez CF - UD Mérida - CF Villanovense - AD Ceuta - UD Melilla |

## Clasificaciones y resultados

### Grupo I

#### Clasificación
| Pos. | Equipo                      | Pts. | PJ | G  | E  | P  | GF | GC | Dif. | Clasificación                     |
| ---- | --------------------------- | ---- | -- | -- | -- | -- | -- | -- | ---- | --------------------------------- |
| 1    | Pontevedra C. F. (A)        | 72   | 38 | 21 | 9  | 8  | 72 | 51 | +21  | Acceso a Promoción de ascenso     |
| 2    | Racing de Ferrol (A)        | 69   | 38 | 19 | 12 | 7  | 52 | 31 | +21  | Acceso a Promoción de ascenso     |
| 3    | R. C. Celta de Vigo "B"     | 62   | 38 | 16 | 14 | 8  | 50 | 31 | +19  | Acceso a Promoción de ascenso     |
| 4    | C. D. Ourense               | 61   | 38 | 16 | 13 | 9  | 50 | 36 | +14  | Acceso a Promoción de ascenso     |
| 5    | C. D. Recreación            | 60   | 38 | 18 | 6  | 14 | 50 | 51 | −1   |                                   |
| 6    | Deportivo Alavés "B"        | 58   | 38 | 17 | 7  | 14 | 50 | 48 | +2   |                                   |
| 7    | Amurrio Club                | 58   | 38 | 15 | 13 | 10 | 54 | 43 | +11  |                                   |
| 8    | Gimnástica de Torrelavega   | 57   | 38 | 14 | 15 | 9  | 31 | 24 | +7   |                                   |
| 9    | C. D. Alfaro                | 53   | 38 | 14 | 11 | 13 | 41 | 32 | +9   |                                   |
| 10   | Real Sociedad "B"           | 53   | 38 | 14 | 11 | 13 | 45 | 39 | +6   |                                   |
| 11   | Athletic Club "B"           | 50   | 38 | 12 | 14 | 12 | 46 | 43 | +3   |                                   |
| 12   | Real Unión Club             | 49   | 38 | 13 | 10 | 15 | 46 | 43 | +3   |                                   |
| 13   | C. A. Osasuna "B"           | 48   | 38 | 12 | 12 | 14 | 37 | 43 | −6   |                                   |
| 14   | Barakaldo C. F.             | 47   | 38 | 10 | 17 | 11 | 34 | 35 | −1   |                                   |
| 15   | C. D. Logroñés (D)          | 47   | 38 | 11 | 14 | 13 | 43 | 46 | −3   | Descenso a Tercera División       |
| 16   | Peña Sport F. C.            | 46   | 38 | 11 | 13 | 14 | 44 | 56 | −12  | Acceso a Promoción de permanencia |
| 17   | Racing de Santander "B" (D) | 45   | 38 | 10 | 15 | 13 | 45 | 54 | −9   | Descenso a Tercera División       |
| 18   | C. D. Calahorra (D)         | 37   | 38 | 8  | 13 | 17 | 45 | 61 | −16  | Descenso a Tercera División       |
| 19   | Caudal Deportivo (D)        | 24   | 38 | 4  | 12 | 22 | 36 | 69 | −33  | Descenso a Tercera División       |
| 20   | Real Avilés Industrial (D)  | 23   | 38 | 4  | 11 | 23 | 23 | 58 | −35  | Descenso a Tercera División       |

 Fuente: BDFutbol
Criterios de clasificación: Puntos · Enfrentamientos directos · Diferencia de goles · Goles a favor · Play-off
Notas:
1. ↑  El partido C. D. Recreación-Barakaldo C. F., inicialmente 0-4, se dio por perdido al segundo por 3-0, por alineación indebida
2. ↑  El Club Deportivo Logroñés fue descendido a Tercera por impago a sus jugadores, ascendiendo el Haro Deportivo para ocupar su lugar, por ser el equipo del Grupo XV Riojano que mejor clasificación obtuvo.

#### Resultados
| Local \ Visitante         | ALA | ALF | AMU | ATH | AVI | BAR | CAL | CAU | CEL | GIM | LOG | OSA | OUR | PEÑ | PON | RFE | RSA | RSO | RUN | REC |
| ------------------------- | --- | --- | --- | --- | --- | --- | --- | --- | --- | --- | --- | --- | --- | --- | --- | --- | --- | --- | --- | --- |
| Deportivo Alavés "B"      | —   | 1–1 | 3–2 | 0–0 | 1–0 | 2–1 | 3–1 | 3–1 | 0–2 | 1–2 | 1–0 | 0–2 | 1–2 | 3–0 | 2–1 | 1–0 | 1–2 | 0–0 | 0–2 | 0–2 |
| C. D. Alfaro              | 4–1 | —   | 2–1 | 1–1 | 1–1 | 0–1 | 0–1 | 2–2 | 0–2 | 2–0 | 0–1 | 0–0 | 3–1 | 3–0 | 1–1 | 1–0 | 0–0 | 3–0 | 1–0 | 2–2 |
| Amurrio Club              | 1–1 | 1–0 | —   | 1–1 | 0–0 | 0–0 | 3–1 | 2–1 | 0–0 | 2–0 | 1–1 | 2–2 | 0–1 | 0–0 | 3–2 | 2–2 | 4–1 | 1–3 | 1–2 | 3–0 |
| Athletic Club "B"         | 0–3 | 0–0 | 0–2 | —   | 2–1 | 1–1 | 3–0 | 4–0 | 2–1 | 0–0 | 2–0 | 1–1 | 0–0 | 5–1 | 0–0 | 1–1 | 2–0 | 0–0 | 2–1 | 2–3 |
| Real Avilés Industrial    | 1–2 | 0–1 | 1–0 | 1–1 | —   | 1–0 | 1–1 | 2–2 | 1–2 | 0–0 | 1–1 | 1–2 | 0–2 | 2–0 | 0–2 | 0–2 | 0–1 | 0–6 | 0–2 | 0–1 |
| Barakaldo C. F.           | 3–0 | 2–1 | 1–3 | 3–4 | 1–1 | —   | 1–1 | 2–1 | 1–0 | 1–0 | 0–0 | 2–0 | 0–0 | 2–0 | 1–1 | 2–2 | 2–0 | 0–0 | 1–1 | 0–0 |
| C. D. Calahorra           | 2–3 | 1–0 | 4–1 | 1–0 | 0–0 | 1–2 | —   | 2–0 | 0–3 | 1–0 | 2–2 | 0–0 | 0–0 | 2–2 | 6–3 | 0–3 | 2–2 | 2–3 | 1–1 | 0–3 |
| Caudal Deportivo          | 0–2 | 0–0 | 1–2 | 0–2 | 1–1 | 0–0 | 1–1 | —   | 1–2 | 0–0 | 1–1 | 3–0 | 0–1 | 1–3 | 1–1 | 0–1 | 0–1 | 1–0 | 1–1 | 2–1 |
| R. C. Celta de Vigo "B"   | 0–2 | 1–0 | 1–0 | 2–2 | 2–0 | 0–0 | 1–2 | 3–1 | —   | 0–0 | 0–0 | 1–1 | 2–3 | 3–2 | 2–3 | 0–0 | 1–1 | 3–2 | 1–0 | 4–0 |
| Gimnástica de Torrelavega | 2–2 | 2–1 | 1–0 | 2–0 | 2–0 | 1–0 | 1–0 | 0–0 | 0–0 | —   | 2–0 | 1–1 | 1–1 | 1–1 | 0–1 | 1–0 | 1–0 | 0–0 | 1–0 | 4–0 |
| C. D. Logroñés            | 2–3 | 0–2 | 0–1 | 3–0 | 1–2 | 0–0 | 2–2 | 4–2 | 1–1 | 1–0 | —   | 2–2 | 2–1 | 2–2 | 3–0 | 0–2 | 2–0 | 1–1 | 2–1 | 0–1 |
| C. A. Osasuna "B"         | 0–1 | 0–1 | 0–1 | 1–0 | 2–1 | 1–0 | 3–2 | 1–0 | 1–3 | 3–0 | 1–0 | —   | 1–0 | 0–0 | 3–1 | 0–1 | 1–3 | 1–1 | 1–0 | 0–0 |
| C. D. Ourense             | 3–0 | 1–0 | 3–3 | 1–0 | 3–0 | 1–1 | 2–0 | 2–1 | 0–0 | 1–1 | 1–0 | 1–1 | —   | 3–0 | 1–1 | 1–1 | 0–0 | 2–5 | 1–2 | 3–1 |
| Peña Sport F. C.          | 1–0 | 1–1 | 1–2 | 1–3 | 2–1 | 1–0 | 0–0 | 5–1 | 1–1 | 2–0 | 1–2 | 1–0 | 2–0 | —   | 0–2 | 0–0 | 1–1 | 3–0 | 3–1 | 1–1 |
| Pontevedra C. F.          | 2–1 | 2–0 | 1–4 | 4–1 | 1–0 | 1–0 | 2–1 | 5–1 | 2–1 | 1–1 | 2–2 | 3–2 | 2–0 | 2–2 | —   | 2–1 | 4–2 | 5–1 | 2–0 | 1–0 |
| Racing de Ferrol          | 2–1 | 1–0 | 1–1 | 1–0 | 3–1 | 2–0 | 2–2 | 2–1 | 1–1 | 1–3 | 3–0 | 1–0 | 3–2 | 2–1 | 2–2 | —   | 2–0 | 0–1 | 2–1 | 1–0 |
| Racing de Santander "B"   | 2–2 | 2–1 | 3–0 | 1–1 | 1–1 | 2–2 | 2–0 | 2–2 | 0–1 | 1–0 | 2–0 | 1–1 | 1–5 | 1–1 | 2–3 | 1–1 | —   | 1–1 | 0–0 | 3–5 |
| Real Sociedad "B"         | 0–0 | 0–2 | 0–0 | 3–1 | 3–0 | 1–1 | 1–0 | 2–1 | 0–0 | 0–1 | 0–1 | 4–0 | 0–1 | 2–1 | 0–2 | 1–0 | 0–1 | —   | 3–1 | 0–1 |
| Real Unión Club           | 1–3 | 1–2 | 1–1 | 1–2 | 2–0 | 2–0 | 3–2 | 2–3 | 1–0 | 0–0 | 1–1 | 2–1 | 0–0 | 6–0 | 2–1 | 0–0 | 2–1 | 0–1 | —   | 1–1 |
| C. D. Recreación          | 1–0 | 1–2 | 1–3 | 1–0 | 2–1 | 3–0 | 2–1 | 4–2 | 0–3 | 0–0 | 2–3 | 2–1 | 1–0 | 0–1 | 2–1 | 1–3 | 2–1 | 2–0 | 1–2 | —   |

### Grupo II

#### Clasificación
| Pos. | Equipo                           | Pts. | PJ | G  | E  | P  | GF | GC | Dif. | Clasificación                     |
| ---- | -------------------------------- | ---- | -- | -- | -- | -- | -- | -- | ---- | --------------------------------- |
| 1    | Atlético de Madrid "B"           | 73   | 38 | 22 | 7  | 9  | 54 | 28 | +26  | Acceso a Promoción de ascenso     |
| 2    | Real Madrid C. F. "B"            | 70   | 38 | 21 | 7  | 10 | 55 | 32 | +23  | Acceso a Promoción de ascenso     |
| 3    | C. D. Mirandés                   | 68   | 38 | 20 | 8  | 10 | 51 | 35 | +16  | Acceso a Promoción de ascenso     |
| 4    | Cultural Leonesa                 | 68   | 38 | 20 | 8  | 10 | 52 | 30 | +22  | Acceso a Promoción de ascenso     |
| 5    | Burgos C. F.                     | 65   | 38 | 17 | 14 | 7  | 50 | 33 | +17  |                                   |
| 6    | U. B. Conquense                  | 60   | 38 | 16 | 12 | 10 | 57 | 41 | +16  |                                   |
| 7    | S. D. Ponferradina               | 60   | 38 | 17 | 9  | 12 | 39 | 30 | +9   |                                   |
| 8    | Zamora C. F.                     | 55   | 38 | 16 | 7  | 15 | 50 | 40 | +10  |                                   |
| 9    | C. F. Fuenlabrada                | 54   | 38 | 16 | 6  | 16 | 54 | 58 | −4   |                                   |
| 10   | A. D. Alcorcón                   | 52   | 38 | 12 | 16 | 10 | 34 | 34 | 0    |                                   |
| 11   | Talavera C. F.                   | 51   | 38 | 14 | 9  | 15 | 28 | 32 | −4   |                                   |
| 12   | C. F. Palencia                   | 51   | 38 | 13 | 12 | 13 | 33 | 35 | −2   |                                   |
| 13   | U. D. San Sebastián de los Reyes | 50   | 38 | 13 | 11 | 14 | 46 | 49 | −3   |                                   |
| 14   | Real Zaragoza "B"                | 49   | 38 | 13 | 10 | 15 | 39 | 38 | +1   |                                   |
| 15   | Tomelloso C. F.                  | 48   | 38 | 12 | 12 | 14 | 29 | 39 | −10  |                                   |
| 16   | R. S. D. Alcalá                  | 44   | 38 | 10 | 14 | 14 | 33 | 35 | −2   | Acceso a Promoción de permanencia |
| 17   | U. D. Casetas (D)                | 35   | 38 | 7  | 14 | 17 | 32 | 60 | −28  | Descenso a Tercera División       |
| 18   | C. D. Toledo (D)                 | 35   | 38 | 9  | 8  | 21 | 33 | 54 | −21  | Descenso a Tercera División       |
| 19   | S. D. Compostela (D)             | 31   | 38 | 8  | 10 | 20 | 33 | 58 | −25  | Descenso a Tercera División       |
| 20   | C. F. Rayo Majadahonda (D)       | 16   | 38 | 2  | 10 | 26 | 29 | 70 | −41  | Descenso a Tercera División       |

 Fuente: BDFutbol
Criterios de clasificación: Puntos · Enfrentamientos directos · Diferencia de goles · Goles a favor · Play-off
Notas:
1. ↑  El partido Conquense - Compostela se dio por vencedor al primero por el resultado de 3-0, por incomparecencia del segundo, descontándosele a este además tres puntos de su clasificación.

#### Resultados
| Local \ Visitante                | ALA | ALO | ATM | BUR | CAS | COM | CON | CUL | FUE | MIR | PAL | PON | RAY | RMA | SAS | TAL | TOM | TOL | ZAM | ZAR |
| -------------------------------- | --- | --- | --- | --- | --- | --- | --- | --- | --- | --- | --- | --- | --- | --- | --- | --- | --- | --- | --- | --- |
| R. S. D. Alcalá                  | —   | 2–1 | 0–0 | 0–1 | 0–1 | 1–1 | 1–0 | 1–3 | 3–0 | 0–2 | 1–1 | 1–2 | 3–0 | 0–1 | 1–1 | 0–0 | 0–1 | 3–0 | 1–0 | 1–1 |
| A. D. Alcorcón                   | 0–0 | —   | 1–0 | 0–0 | 4–1 | 2–0 | 0–2 | 0–0 | 1–1 | 1–2 | 1–1 | 0–0 | 0–0 | 0–4 | 4–1 | 0–1 | 1–1 | 0–0 | 2–1 | 2–1 |
| Atlético de Madrid "B"           | 3–0 | 0–1 | —   | 1–1 | 0–0 | 0–0 | 2–1 | 2–0 | 3–2 | 1–2 | 1–0 | 2–0 | 2–0 | 1–0 | 1–0 | 3–0 | 0–2 | 0–1 | 2–0 | 1–0 |
| Burgos C. F.                     | 1–1 | 3–0 | 1–3 | —   | 2–0 | 1–0 | 1–5 | 0–1 | 4–0 | 3–1 | 1–0 | 4–1 | 1–0 | 0–0 | 2–1 | 1–0 | 2–0 | 3–0 | 2–0 | 3–1 |
| U. D. Casetas                    | 0–3 | 1–1 | 0–1 | 2–2 | —   | 3–3 | 3–1 | 0–1 | 2–1 | 0–2 | 0–2 | 0–2 | 2–1 | 0–2 | 1–4 | 2–2 | 0–0 | 1–0 | 0–0 | 1–1 |
| S. D. Compostela                 | 1–0 | 2–0 | 1–1 | 0–2 | 2–3 | —   | 0–0 | 0–1 | 4–3 | 1–0 | 0–0 | 0–2 | 1–1 | 2–0 | 1–1 | 1–3 | 4–1 | 2–0 | 1–2 | 0–2 |
| U. B. Conquense                  | 1–1 | 0–0 | 1–2 | 1–1 | 3–0 | 3–0 | —   | 0–0 | 2–5 | 2–0 | 1–0 | 3–1 | 2–1 | 2–0 | 4–0 | 3–0 | 1–1 | 0–0 | 3–1 | 2–1 |
| Cultural Leonesa                 | 3–1 | 0–0 | 2–0 | 0–0 | 4–0 | 4–0 | 1–2 | —   | 1–2 | 0–0 | 2–0 | 0–2 | 3–2 | 0–2 | 1–2 | 2–0 | 2–0 | 3–0 | 3–2 | 1–1 |
| C. F. Fuenlabrada                | 2–1 | 2–1 | 0–3 | 3–2 | 2–2 | 2–0 | 2–2 | 1–2 | —   | 1–0 | 1–0 | 0–0 | 5–1 | 1–0 | 0–4 | 0–0 | 1–0 | 2–1 | 4–0 | 0–2 |
| C. D. Mirandés                   | 2–1 | 1–1 | 0–1 | 0–0 | 1–2 | 3–1 | 0–0 | 3–1 | 2–1 | —   | 1–0 | 1–0 | 2–1 | 2–2 | 1–2 | 0–1 | 4–0 | 2–0 | 0–0 | 1–1 |
| C. F. Palencia                   | 0–0 | 1–1 | 3–2 | 1–1 | 1–1 | 1–0 | 1–0 | 1–0 | 1–2 | 0–2 | —   | 1–0 | 2–1 | 2–1 | 1–1 | 0–1 | 0–1 | 3–1 | 2–1 | 0–1 |
| S. D. Ponferradina               | 0–1 | 0–0 | 1–2 | 0–0 | 2–0 | 4–0 | 1–0 | 0–0 | 0–3 | 1–2 | 1–2 | —   | 2–1 | 1–3 | 1–1 | 2–0 | 2–0 | 1–0 | 0–0 | 1–0 |
| C. F. Rayo Majadahonda           | 1–1 | 0–3 | 1–1 | 1–1 | 1–1 | 1–1 | 1–2 | 1–3 | 3–3 | 2–3 | 0–0 | 0–1 | —   | 0–2 | 1–0 | 0–3 | 0–1 | 1–2 | 1–2 | 1–3 |
| Real Madrid C. F. "B"            | 2–0 | 2–1 | 1–1 | 4–0 | 2–0 | 2–0 | 3–1 | 2–2 | 0–1 | 2–1 | 1–0 | 1–0 | 2–0 | —   | 3–3 | 2–0 | 1–1 | 1–0 | 2–1 | 2–1 |
| U. D. San Sebastián de los Reyes | 0–0 | 3–0 | 2–1 | 0–0 | 2–1 | 2–0 | 0–2 | 1–0 | 2–1 | 0–0 | 4–1 | 0–3 | 2–1 | 1–2 | —   | 0–0 | 0–1 | 3–4 | 0–2 | 0–2 |
| Talavera C. F.                   | 1–1 | 0–1 | 1–3 | 0–1 | 1–0 | 2–1 | 0–0 | 0–1 | 1–0 | 1–2 | 0–0 | 0–1 | 1–0 | 0–0 | 1–0 | —   | 0–0 | 0–2 | 2–0 | 3–0 |
| Tomelloso C. F.                  | 1–0 | 0–1 | 0–1 | 1–1 | 1–1 | 0–1 | 2–2 | 0–2 | 2–0 | 3–1 | 0–1 | 0–0 | 0–0 | 2–0 | 0–1 | 1–0 | —   | 1–1 | 1–1 | 1–0 |
| C. D. Toledo                     | 0–1 | 0–1 | 1–3 | 1–1 | 0–0 | 1–1 | 2–1 | 1–2 | 2–0 | 1–2 | 1–1 | 0–1 | 0–1 | 2–1 | 1–1 | 1–2 | 5–1 | —   | 0–2 | 0–2 |
| Zamora C. F.                     | 0–0 | 1–2 | 0–3 | 3–1 | 3–1 | 2–1 | 6–1 | 1–0 | 3–0 | 0–1 | 1–1 | 0–1 | 3–1 | 2–0 | 3–0 | 0–1 | 2–0 | 4–0 | —   | 0–0 |
| Real Zaragoza "B"                | 1–2 | 0–0 | 2–1 | 1–0 | 0–0 | 2–0 | 1–1 | 0–1 | 1–0 | 1–2 | 1–2 | 2–2 | 4–1 | 1–0 | 1–1 | 1–0 | 0–2 | 0–2 | 0–1 | —   |

### Grupo III

#### Clasificación
| Pos. | Equipo                     | Pts. | PJ | G  | E  | P  | GF | GC | Dif. | Clasificación                     |
| ---- | -------------------------- | ---- | -- | -- | -- | -- | -- | -- | ---- | --------------------------------- |
| 1    | U. E. Lleida (A)           | 68   | 38 | 20 | 8  | 10 | 47 | 36 | +11  | Acceso a Promoción de ascenso     |
| 2    | Lorca Deportiva C. F.      | 67   | 38 | 18 | 13 | 7  | 54 | 32 | +22  | Acceso a Promoción de ascenso     |
| 3    | Gimnàstic de Tarragona (A) | 67   | 38 | 19 | 10 | 9  | 59 | 32 | +27  | Acceso a Promoción de ascenso     |
| 4    | C. D. Castellón            | 67   | 38 | 20 | 7  | 11 | 49 | 32 | +17  | Acceso a Promoción de ascenso     |
| 5    | U. D. A. Gramenet          | 65   | 38 | 20 | 5  | 13 | 48 | 39 | +9   |                                   |
| 6    | Alicante C. F.             | 65   | 38 | 19 | 8  | 11 | 53 | 29 | +24  |                                   |
| 7    | Girona F. C.               | 61   | 38 | 17 | 10 | 11 | 58 | 41 | +17  |                                   |
| 8    | F. C. Barcelona "B"        | 58   | 38 | 16 | 10 | 12 | 39 | 27 | +12  |                                   |
| 9    | Hércules C. F.             | 55   | 38 | 13 | 16 | 9  | 51 | 40 | +11  |                                   |
| 10   | Novelda C. F.              | 55   | 38 | 15 | 10 | 13 | 41 | 40 | +1   |                                   |
| 11   | R. C. D. Espanyol "B"      | 51   | 38 | 14 | 9  | 15 | 59 | 60 | −1   |                                   |
| 12   | Villajoyosa C. F.          | 51   | 38 | 14 | 9  | 15 | 33 | 40 | −7   |                                   |
| 13   | U. E. Figueres             | 48   | 38 | 12 | 12 | 14 | 29 | 40 | −11  |                                   |
| 14   | R. C. D. Mallorca "B"      | 47   | 38 | 13 | 8  | 17 | 41 | 51 | −10  |                                   |
| 15   | F. C. Cartagena            | 46   | 38 | 11 | 13 | 14 | 32 | 43 | −11  |                                   |
| 16   | C. E. Sabadell F. C.       | 46   | 38 | 13 | 7  | 18 | 36 | 45 | −9   | Acceso a Promoción de permanencia |
| 17   | Valencia C. F. "B" (D)     | 44   | 38 | 12 | 8  | 18 | 43 | 56 | −13  | Descenso a Tercera División       |
| 18   | C. E. Mataró (D)           | 33   | 38 | 8  | 9  | 21 | 39 | 52 | −13  | Descenso a Tercera División       |
| 19   | Yeclano C. F. (D)          | 30   | 38 | 7  | 9  | 22 | 22 | 50 | −28  | Descenso a Tercera División       |
| 20   | Palamos C. F. (D)          | 22   | 38 | 5  | 7  | 26 | 22 | 70 | −48  | Descenso a Tercera División       |

 Fuente: BDFutbol
Criterios de clasificación: Puntos · Enfrentamientos directos · Diferencia de goles · Goles a favor · Play-off

#### Resultados
| Local \ Visitante      | ALI | BAR | CAR | CAS | ESP | FIG | GIM | GIR | GRA | HER | LLE | LOR | MAL | MAT | NOV | PAL | SAB | VAL | VIL | YEC |
| ---------------------- | --- | --- | --- | --- | --- | --- | --- | --- | --- | --- | --- | --- | --- | --- | --- | --- | --- | --- | --- | --- |
| Alicante C. F.         | —   | 1–0 | 1–1 | 1–1 | 1–1 | 1–2 | 2–2 | 2–1 | 2–0 | 2–1 | 0–1 | 3–1 | 3–0 | 1–0 | 1–0 | 2–0 | 1–2 | 2–0 | 5–0 | 0–0 |
| F. C. Barcelona "B"    | 2–1 | —   | 3–0 | 0–2 | 2–1 | 3–0 | 1–0 | 0–1 | 2–0 | 0–0 | 0–0 | 0–0 | 0–1 | 1–0 | 1–2 | 2–0 | 2–0 | 2–2 | 0–1 | 1–1 |
| F. C. Cartagena        | 0–1 | 1–0 | —   | 1–2 | 1–1 | 0–0 | 0–1 | 1–1 | 1–0 | 1–1 | 3–1 | 0–3 | 2–1 | 0–1 | 0–0 | 2–0 | 0–0 | 3–2 | 1–0 | 3–0 |
| C. D. Castellón        | 0–0 | 0–2 | 1–0 | —   | 2–1 | 2–0 | 0–0 | 1–5 | 3–0 | 0–2 | 0–1 | 0–1 | 1–0 | 3–1 | 3–1 | 3–0 | 2–1 | 2–3 | 3–0 | 1–0 |
| R. C. D. Espanyol "B"  | 2–4 | 2–1 | 4–2 | 1–2 | —   | 1–2 | 2–1 | 0–0 | 1–2 | 0–1 | 2–4 | 2–2 | 0–0 | 2–1 | 1–2 | 2–2 | 1–2 | 1–0 | 2–1 | 4–2 |
| U. E. Figueres         | 0–5 | 0–0 | 1–0 | 0–1 | 1–3 | —   | 0–0 | 2–1 | 1–1 | 0–0 | 1–1 | 1–2 | 2–0 | 2–1 | 1–0 | 1–0 | 2–1 | 1–2 | 0–0 | 3–0 |
| Gimnàstic de Tarragona | 0–1 | 0–0 | 1–0 | 2–2 | 2–2 | 2–1 | —   | 6–0 | 0–1 | 1–2 | 2–1 | 1–0 | 4–1 | 1–0 | 2–2 | 1–0 | 3–0 | 3–0 | 0–2 | 0–0 |
| Girona F. C.           | 0–2 | 1–0 | 1–1 | 1–1 | 4–2 | 3–0 | 1–3 | —   | 0–1 | 0–0 | 0–0 | 2–0 | 2–1 | 1–0 | 4–1 | 6–0 | 2–0 | 3–0 | 1–4 | 1–1 |
| U. D. A. Gramenet      | 3–0 | 1–1 | 1–1 | 1–1 | 2–0 | 1–0 | 0–2 | 2–0 | —   | 2–0 | 5–0 | 2–1 | 1–0 | 0–0 | 0–1 | 1–0 | 1–2 | 1–0 | 2–0 | 1–0 |
| Hércules C. F.         | 0–3 | 2–2 | 1–3 | 1–0 | 0–0 | 0–0 | 0–0 | 1–1 | 3–4 | —   | 0–1 | 0–1 | 5–3 | 3–0 | 0–1 | 4–0 | 2–1 | 2–0 | 3–1 | 0–0 |
| U. E. Lleida           | 1–0 | 0–1 | 5–0 | 0–1 | 2–1 | 1–0 | 0–3 | 1–2 | 3–0 | 2–2 | —   | 1–1 | 1–0 | 3–1 | 2–1 | 1–0 | 1–0 | 1–3 | 0–1 | 2–1 |
| Lorca Deportiva C. F.  | 1–0 | 4–1 | 0–0 | 1–0 | 3–1 | 4–0 | 1–0 | 1–1 | 3–2 | 2–2 | 1–2 | —   | 2–0 | 1–0 | 1–0 | 2–2 | 3–0 | 2–1 | 0–0 | 0–0 |
| R. C. D. Mallorca "B"  | 2–0 | 0–2 | 0–0 | 0–1 | 0–1 | 1–1 | 0–0 | 1–0 | 1–3 | 4–2 | 2–1 | 1–1 | —   | 1–2 | 1–1 | 3–2 | 1–0 | 2–1 | 2–1 | 1–2 |
| C. E. Mataró           | 1–1 | 0–2 | 4–0 | 1–0 | 1–3 | 1–1 | 5–2 | 0–0 | 0–2 | 0–1 | 1–2 | 1–4 | 1–2 | —   | 1–1 | 4–0 | 0–1 | 1–1 | 1–2 | 3–1 |
| Novelda C. F.          | 2–0 | 0–0 | 0–1 | 1–1 | 0–0 | 0–1 | 3–2 | 2–1 | 1–0 | 0–4 | 1–1 | 0–1 | 2–2 | 0–2 | —   | 2–0 | 1–0 | 2–0 | 3–1 | 2–0 |
| Palamos C. F.          | 0–0 | 0–2 | 0–0 | 1–3 | 3–2 | 1–0 | 1–6 | 0–2 | 0–1 | 1–1 | 0–2 | 0–0 | 2–1 | 1–0 | 1–0 | —   | 0–2 | 1–2 | 1–2 | 1–2 |
| C. E. Sabadell F. C.   | 1–0 | 1–2 | 0–2 | 0–1 | 3–4 | 0–0 | 0–1 | 2–0 | 2–1 | 1–1 | 0–0 | 1–0 | 1–3 | 2–2 | 1–1 | 2–1 | —   | 0–1 | 2–1 | 0–1 |
| Valencia C. F. "B"     | 0–1 | 1–0 | 1–1 | 0–3 | 1–3 | 0–0 | 1–2 | 2–5 | 4–1 | 1–2 | 0–1 | 1–1 | 1–2 | 2–2 | 2–1 | 3–1 | 1–1 | —   | 0–0 | 1–0 |
| Villajoyosa C. F.      | 1–0 | 1–0 | 2–0 | 1–0 | 1–2 | 1–0 | 0–1 | 0–2 | 2–0 | 0–0 | 0–0 | 2–2 | 0–0 | 2–1 | 0–2 | 0–0 | 0–2 | 0–1 | —   | 3–1 |
| Yeclano C. F.          | 0–3 | 0–1 | 2–0 | 1–0 | 0–1 | 0–2 | 0–2 | 0–2 | 1–2 | 2–2 | 0–1 | 2–1 | 0–1 | 0–0 | 1–2 | 1–0 | 0–2 | 0–2 | 0–0 | —   |

### Grupo IV

#### Clasificación
| Pos. | Equipo                        | Pts. | PJ | G  | E  | P  | GF | GC | Dif. | Clasificación                     |
| ---- | ----------------------------- | ---- | -- | -- | -- | -- | -- | -- | ---- | --------------------------------- |
| 1    | U. D. Lanzarote               | 66   | 38 | 19 | 9  | 10 | 59 | 29 | +30  | Acceso a Promoción de ascenso     |
| 2    | U. D. Pájara-Playas de Jandía | 65   | 38 | 19 | 8  | 11 | 48 | 41 | +7   | Acceso a Promoción de ascenso     |
| 3    | Sevilla F. C. "B"             | 64   | 38 | 19 | 7  | 12 | 44 | 29 | +15  | Acceso a Promoción de ascenso     |
| 4    | C. D. Badajoz                 | 64   | 38 | 18 | 10 | 10 | 54 | 45 | +9   | Acceso a Promoción de ascenso     |
| 5    | U. D. Vecindario              | 63   | 38 | 15 | 18 | 5  | 41 | 20 | +21  |                                   |
| 6    | A. D. Ceuta                   | 59   | 38 | 15 | 14 | 9  | 40 | 31 | +9   |                                   |
| 7    | U. D. Melilla                 | 59   | 38 | 14 | 17 | 7  | 42 | 32 | +10  |                                   |
| 8    | Jerez C. F.                   | 58   | 38 | 15 | 13 | 10 | 35 | 29 | +6   |                                   |
| 9    | Écija Balompié                | 58   | 38 | 15 | 13 | 10 | 45 | 33 | +12  |                                   |
| 10   | Universidad LPGC C. F.        | 57   | 38 | 16 | 9  | 13 | 39 | 27 | +12  |                                   |
| 11   | C. D. Linares                 | 52   | 38 | 13 | 13 | 12 | 31 | 32 | −1   |                                   |
| 12   | Real Jaén C. F.               | 51   | 38 | 14 | 9  | 15 | 39 | 36 | +3   |                                   |
| 13   | C. F. Extremadura             | 49   | 38 | 13 | 10 | 15 | 45 | 44 | +1   |                                   |
| 14   | C. D. Corralejo               | 48   | 38 | 12 | 12 | 14 | 37 | 43 | −6   |                                   |
| 15   | U. D. Marbella                | 47   | 38 | 12 | 11 | 15 | 42 | 48 | −6   |                                   |
| 16   | Real Betis "B" (D)            | 41   | 38 | 11 | 8  | 19 | 43 | 55 | −12  | Acceso a Promoción de permanencia |
| 17   | C. P. Cacereño (D)            | 38   | 38 | 10 | 8  | 20 | 32 | 51 | −19  | Descenso a Tercera División       |
| 18   | U. D. Mérida (D)              | 35   | 38 | 8  | 11 | 19 | 21 | 48 | −27  | Descenso a Tercera División       |
| 19   | C. F. Villanovense (D)        | 33   | 38 | 8  | 9  | 21 | 35 | 69 | −34  | Descenso a Tercera División       |
| 20   | U. D. Los Palacios (D)        | 23   | 38 | 4  | 11 | 23 | 21 | 51 | −30  | Descenso a Tercera División       |

 Fuente: BDFutbol
Criterios de clasificación: Puntos · Enfrentamientos directos · Diferencia de goles · Goles a favor · Play-off
Notas:
1. ↑  Al finalizar la temporada el C. D. Corralejo se fusionó con el C. D. Fuerteventura para dar paso a la Unión Deportiva Fuerteventura, equipo que ocupó la plaza del Corralejo para la siguiente temporada.

#### Resultados
| Local \ Visitante             | BAD | BET | CAC | CEU | COR | ECI | EXT | JAE | JER | LAN | LIN | LOS | MAR | MEL | MER | PAJ | SEV | ULP | VEC | VIL |
| ----------------------------- | --- | --- | --- | --- | --- | --- | --- | --- | --- | --- | --- | --- | --- | --- | --- | --- | --- | --- | --- | --- |
| C. D. Badajoz                 | —   | 0–5 | 1–2 | 3–0 | 2–1 | 2–0 | 3–0 | 1–0 | 0–0 | 4–2 | 2–1 | 2–0 | 3–0 | 1–2 | 2–1 | 3–1 | 2–1 | 1–0 | 0–1 | 2–2 |
| Real Betis "B"                | 2–2 | —   | 1–2 | 1–3 | 2–1 | 1–2 | 2–2 | 4–0 | 0–1 | 0–1 | 1–0 | 1–0 | 1–0 | 1–0 | 0–0 | 1–1 | 1–0 | 0–1 | 0–0 | 4–1 |
| C. P. Cacereño                | 0–1 | 2–0 | —   | 2–1 | 0–0 | 0–0 | 0–1 | 3–2 | 1–3 | 0–3 | 0–1 | 1–1 | 2–1 | 1–1 | 3–1 | 2–4 | 1–0 | 1–0 | 0–2 | 2–3 |
| A. D. Ceuta                   | 1–0 | 3–1 | 2–0 | —   | 0–0 | 1–1 | 1–0 | 1–0 | 3–0 | 0–0 | 3–1 | 3–1 | 0–1 | 1–0 | 0–0 | 2–3 | 2–1 | 1–0 | 1–1 | 0–1 |
| C. D. Corralejo               | 0–0 | 2–1 | 1–0 | 0–0 | —   | 2–1 | 1–0 | 1–0 | 2–1 | 0–2 | 3–1 | 2–0 | 0–1 | 1–1 | 5–1 | 0–1 | 0–1 | 1–0 | 0–3 | 1–1 |
| Écija Balompié                | 2–0 | 3–0 | 0–0 | 1–1 | 0–2 | —   | 2–1 | 1–0 | 0–1 | 0–2 | 5–1 | 1–0 | 2–0 | 3–1 | 2–1 | 0–2 | 1–1 | 0–2 | 1–1 | 5–1 |
| C. F. Extremadura             | 1–1 | 3–2 | 3–0 | 1–1 | 1–1 | 0–3 | —   | 2–1 | 3–1 | 1–0 | 0–1 | 4–1 | 1–2 | 1–1 | 1–2 | 0–2 | 4–0 | 2–0 | 0–2 | 1–1 |
| Real Jaén C. F.               | 0–2 | 4–0 | 2–0 | 1–1 | 1–0 | 1–1 | 1–2 | —   | 0–0 | 0–1 | 1–0 | 1–0 | 2–0 | 2–0 | 0–1 | 5–1 | 2–1 | 1–0 | 0–0 | 1–1 |
| Jerez C. F.                   | 1–1 | 2–1 | 0–0 | 0–0 | 0–2 | 1–1 | 1–0 | 2–1 | —   | 1–0 | 1–0 | 1–0 | 2–0 | 0–0 | 2–0 | 1–0 | 1–1 | 2–0 | 0–0 | 3–1 |
| U. D. Lanzarote               | 1–2 | 2–0 | 3–3 | 0–0 | 4–0 | 0–0 | 3–1 | 3–0 | 1–0 | —   | 2–1 | 4–0 | 1–3 | 0–1 | 1–0 | 6–1 | 4–0 | 1–1 | 0–0 | 2–0 |
| C. D. Linares                 | 1–0 | 3–1 | 1–0 | 1–1 | 2–0 | 2–1 | 1–0 | 0–0 | 2–1 | 1–1 | —   | 1–0 | 1–1 | 0–0 | 0–0 | 1–1 | 0–2 | 1–0 | 1–0 | 1–1 |
| U. D. Los Palacios            | 1–1 | 1–1 | 1–2 | 1–2 | 1–1 | 1–1 | 0–0 | 1–3 | 1–0 | 0–1 | 0–0 | —   | 0–0 | 1–2 | 1–0 | 0–1 | 0–1 | 3–0 | 1–1 | 2–0 |
| U. D. Marbella                | 1–1 | 2–3 | 2–0 | 1–2 | 1–1 | 0–0 | 2–1 | 0–2 | 1–1 | 2–2 | 0–4 | 2–0 | —   | 2–2 | 4–0 | 3–0 | 1–0 | 0–2 | 0–0 | 2–0 |
| U. D. Melilla                 | 4–0 | 2–1 | 2–1 | 0–0 | 3–0 | 0–0 | 1–1 | 0–0 | 0–1 | 2–1 | 0–0 | 1–1 | 2–2 | —   | 2–0 | 1–0 | 1–0 | 1–4 | 0–0 | 3–2 |
| U. D. Mérida                  | 0–1 | 2–1 | 2–0 | 1–0 | 0–0 | 0–2 | 0–2 | 0–1 | 1–1 | 1–1 | 0–0 | 1–0 | 2–1 | 1–1 | —   | 0–0 | 0–0 | 0–2 | 0–0 | 1–0 |
| U. D. Pájara-Playas de Jandía | 4–1 | 1–1 | 1–0 | 1–2 | 3–1 | 3–0 | 0–1 | 2–1 | 2–1 | 1–0 | 2–0 | 1–0 | 0–1 | 1–1 | 1–0 | —   | 0–0 | 1–1 | 0–1 | 2–1 |
| Sevilla F. C. "B"             | 4–2 | 0–0 | 1–0 | 2–0 | 3–1 | 2–0 | 1–1 | 2–0 | 0–0 | 2–0 | 1–0 | 2–0 | 1–0 | 0–1 | 4–0 | 1–2 | —   | 1–0 | 3–1 | 1–0 |
| Universidad LPGC C. F.        | 0–0 | 5–1 | 1–0 | 1–1 | 1–1 | 0–1 | 1–0 | 1–1 | 1–0 | 1–0 | 0–0 | 4–1 | 1–1 | 1–0 | 3–0 | 2–0 | 1–0 | —   | 0–1 | 1–0 |
| U. D. Vecindario              | 1–3 | 1–0 | 1–0 | 2–0 | 3–2 | 0–0 | 1–1 | 0–0 | 1–1 | 0–1 | 0–0 | 2–0 | 3–1 | 0–0 | 2–1 | 0–0 | 0–2 | 0–0 | —   | 7–1 |
| C. F. Villanovense            | 2–2 | 0–1 | 1–1 | 1–0 | 1–1 | 0–2 | 1–2 | 1–2 | 2–1 | 0–3 | 1–0 | 0–0 | 3–1 | 1–3 | 2–1 | 0–2 | 0–2 | 2–1 | 0–3 | —   |

## Promoción de ascenso a Segunda División
- Se clasifican los siguientes equipos a la promoción de ascenso:

| Pos                                              | Grupo I              | Grupo II                    | Grupo III              | Grupo IV                   |
| ------------------------------------------------ | -------------------- | --------------------------- | ---------------------- | -------------------------- |
| 1º                                               | Pontevedra CF        | Club Atlético de Madrid "B" | UE Lleida              | UD Lanzarote               |
| 2º                                               | Racing de Ferrol     | Real Madrid CF "B"          | Lorca Deportiva CF     | UD Pájara Playas de Jandía |
| 3º                                               | RC Celta de Vigo "B" | CD Mirandés                 | Gimnàstic de Tarragona | Sevilla FC "B"             |
| 4º                                               | CD Ourense           | Cultural Leonesa            | CD Castellón           | CD Badajoz                 |
| En negrita equipos que suben a Segunda División. |                      |                             |                        |                            |

## Promoción de permanencia
- Se clasifican los siguientes equipos a la promoción de permanencia:

| Peña Sport FC                                       | RSD Alcalá | CE Sabadell FC | Real Betis "B" |
| En negrita equipo que desciende a Tercera División. |            |                |                |

## Resumen
Ascienden a Segunda división:
| - Club Gimnàstic de Tarragona | - Unió Esportiva Lleida | - Pontevedra Club de Fútbol | - Racing Club de Ferrol |

Descienden a Tercera división: 
| Grupo I - Club Deportivo Logroñés - Real Racing Club de Santander "B" - Club Deportivo Calahorra - Caudal Deportivo - Real Avilés Industrial Club de Fútbol | Grupo II - Unión Deportiva Casetas - Club Deportivo Toledo - Sociedad Deportiva Compostela - Club de Fútbol Rayo Majadahonda | Grupo III - Valencia Club de Fútbol "B" - Club Esportiu Mataró - Yeclano Club de Fútbol - Palamós Club de Fútbol | Grupo IV - Real Betis Balompié "B" - Club Polideportivo Cacereño - Unión Deportiva Mérida - Club de Fútbol Villanovense - Unión Deportiva Los Palacios |

Campeones de Segunda División B (título honorífico y en trofeo que no garantiza el ascenso):
| - Pontevedra Club de Fútbol | - Club Atlético de Madrid "B" | - Unió Esportiva Lleida | - Unión Deportiva Lanzarote |

## Copa del Rey
Los cinco primeros clasificados de cada grupo, exceptuando a los filiales, y los dos siguientes equipos con mejor puntuación en todos los grupos se clasifican para la siguiente edición de la Copa del Rey. La plaza de los filiales la ocupan los siguientes equipos mejor clasificados.